# گلسار (البرز)
گُلسار شهری از توابع بخش مرکزی شهرستان ساوجبلاغ ، استان البرز در ایران است.
این شهر پیش از این سیف‌آباد نام داشت. این شهر از ادغام روستاهای سیف آباد ، پل کردان و سید محله ایجاد شده‌است.
گلسار در سال 1395 دارای 13746 نفر جمعیت و 4103 خانوار بوده و جز مناطق صنعتی بخش مرکزی می باشد. شرکت‌های ماموت، تک ماکارون، اجاق گاز پادیسان و گارنیت در این شهر قرار دارد